# 理経
株式会社理経（りけい、英: RIKEI CORPORATION）は東京都新宿区に本社を置き、主に電子部品・ IT機器を輸入販売する技術商社。

## 沿革
- 1957年6月 - - 東京都港区芝新橋（現・西新橋）に理経産業株式会社を設立
- 1964年 - 日本初のDEC社製ミニコンピュータPDP-5を東京大学原子核研究所へ納入[3]
- 1968年8月 - 大阪支店を開設
- 1971年6月 - 商号を株式会社理経に変更
- 1975年6月 - 理経コンピュータ株式会社を設立
- 1978年11月 - 本社を新宿野村ビルに移転
- 1982年4月 - 名古屋営業所を開設
- 1986年
  - 2月 - 仙台営業所を開設（現・東北営業所）
  - 4月 - 理経コンピュータ株式会社を合併
- 1988年12月 - 東京証券取引所市場第2部に上場
- 1990年7月 - 千葉市美浜区中瀬の幕張テクノガーデンに技術センターを開設
- 1995年4月 - 福岡営業所を開設（現・九州営業所）
- 2017年
  - 10月 - 株式会社エアロパートナーズの子会社化を発表
  - 12月 - 株式会社ネットウエルシステムを子会社化
- 2021年5月 - 本社移転

## 事業拠点
- 本社 - 東京都新宿区西新宿三丁目2番11号　新宿三井ビルディング二号館
- 大阪支店 - 大阪府大阪市北区西天満1丁目7-20　JINオリックスビル
- 東北営業所 - 宮城県仙台市青葉区中央2-2-10　仙都会館 5F
- 名古屋営業所 - 愛知県名古屋市中区丸の内3-17-4　第11KTビル
- 九州営業所 - 福岡県福岡市博多区博多駅前2丁目20-1　大博多ビル
- 技術センター - 千葉県千葉市美浜区中瀬1-3　幕張テクノガーデン
- 沖縄出張所 - 沖縄県那覇市前島3丁目25-2　泊ポートビル
- 千歳・恵庭営業所 - 北海道恵庭市京町56-1　MY恵庭ビル

## 関連会社
- 株式会社エアロパートナーズ
- 株式会社ネットウエルシステム